# Krumbæk (Sydslesvig)
Krumbæk (dansk) eller Krummbek (tysk) er et vandløb i det sydvestlige Sydslesvig. Bækken udspringer ved Smøl (Schmöl) i Vedbæk Kommune (Wittbek) tæt ved gestranden og munder efter 8,2 km sydøst for Bremsborg Skov og nord for Hollingsted ud i Trenen. På de sidste 1,5 km er Krumbækken inddiget. På Trenens modsatte bred udmunder den fra nordøst komne Arnsbæk (Sølvested Å). Vandløbet strækker sig over Svesing og Østerfjolde sogne og danner på en del skel mellem Østerfjolde og Vedbæk.
Navnet henføres tillægsord/adj. krum, som oftest anses for lånt fra mnty. Navnet beskriver vandløbets buede løb. 